# 命帶追逐
《命帶追逐》（英語：Mirror Image），是臺灣導演蕭雅全編導的第一部電影長片，該片2000年在台北電影節首映後，獲得臺北電影獎年度最佳影片及年度導演新人獎；隔年進入第54屆坎城影展導演雙週單元。2002年在台北一家藝術戲院光點台北短暫上映過兩週。
2018年，該片完成數位修復，於台北電影節公開放映，並重新在台灣院線上映。

## 劇情介紹
三個月前的一場車禍，使東清的掌紋消失了大半，護士說這樣他的命運從此就不再被設限，東清的命運漸漸起了變化……
東清因為父親中風住院，被限制得在當舖裡幫忙。陰錯陽差的在網路的世界裡，認識了在醫院遇到的護士EIKO，EIKO後來為了愛情想要看穿東清的命運，因而努力試著找回東清失去的掌紋，但東清心底卻不想重回設限，開始勾搭起來當舖的女客人，他叫她「曉得了」。
掌紋、星座、面相…，你用什麼來追命？！    

## 角色
| 角色姓名 | 演員名稱 | 介紹 |
| 東清     | 李俊桀   | 擁有著當時最先進科技能力的網頁設計東清，竟是古老行業當鋪的第二代。因為一場車禍失去了右手掌紋，卻也因此捲入一場到底是「命運」的遊戲。                                                    |
| EIKO     | 范筱梵   | 喜歡研究命理的護士EIKO，在網路上認識了東清，後來發現東清就是那個她曾說過沒有掌紋無所限制的病人時，開始了當鋪愛情。 她是真心想要幫東清找回失去掌紋？還是她其實在追逐她的命？             |
| 曉得了   | 王沛萁   | 在重男輕女的家庭中成長的她，因為不想向既定的人生認輸，於是典當了她心愛的手錶，進而認識了東清，開始做起了流當品叫賣生意。 她為了賺錢重新賦予了流當品價值，也想重新定義快要被流當的自己！ |

## 獎項
| 年份 | 頒獎典禮                 | 單元/獎項      | 受獎者       | 階段／結果 |
| ---- | ------------------------ | -------------- | ------------ | ---------- |
| 2000 | 第3屆臺北電影獎          | 百萬首獎       | 《命帶追逐》 | 獲獎       |
| 2000 | 第3屆臺北電影獎          | 年度導演新人獎 | 蕭雅全       | 獲獎       |
| 2001 | 54屆坎城影展             | 導演雙週       | 《命帶追逐》 | 入選       |
| 2001 | 19屆都靈影展             | 最佳處女作     | 《命帶追逐》 | 獲獎       |
| 2001 | 42屆希臘鐵薩隆尼齊影展   | 最佳導演獎     | 蕭雅全       | 獲獎       |
| 2001 | 42屆希臘鐵薩隆尼齊影展   | 最佳藝術成就獎 | 《命帶追逐》 | 獲獎       |
| 2001 | 20屆溫哥華國際影展龍虎獎 | 最佳影片       | 《命帶追逐》 | 獲獎       |
| 2001 | 15屆日本福岡亞洲影展     | 最佳影片       | 《命帶追逐》 | 獲獎       |
| 2018 | 40屆南特三大洲電影節     | 台北故事       | 《命帶追逐》 | 入選       |

## 工作人員
監製：侯孝賢、黃文英 
導演：蕭雅全
編劇：蕭雅全
聯合製片：焦雄屏、潘納西
製片：謝屏翰、蕭雅全
攝影：林哲強  
美術指導：黃文英 
錄音：郭禮杞
成音：杜篤之
音樂：侯志堅

## 外部連結
- 開眼電影網上《命帶追逐》的資料（繁體中文）
- 互联网电影数据库（IMDb）上《命帶追逐》的资料（英文）